# Sundhagen
Sundhagen är en kommun  i Landkreis Vorpommern-Rügen i förbundslandet Mecklenburg-Vorpommern i Tyskland.
Kommunen bildades 7 juni 2009 genom en sammanslagning av de tidigare kommunerna Behnkendorf, Brandshagen, Horst, Kirchdorf, Miltzow, Reinberg och Wilmshagen.
Kommunen ingår i kommunalförbundet Amt Miltzow tillsammans med kommunerna Elmenhorst och Wittenhagen.